# Kleine Hohe Straße 24 (Wismar)
Das Wohnhaus Kleine Hohe Straße 24 in Wismar-Altstadt, Kleine Hohe Straße, Ecke Runde Grube in der Nähe vom Alten Hafen, stammt von 1650 und in Teilen von um 1385.
Das Gebäude steht unter Denkmalschutz.

## Geschichte

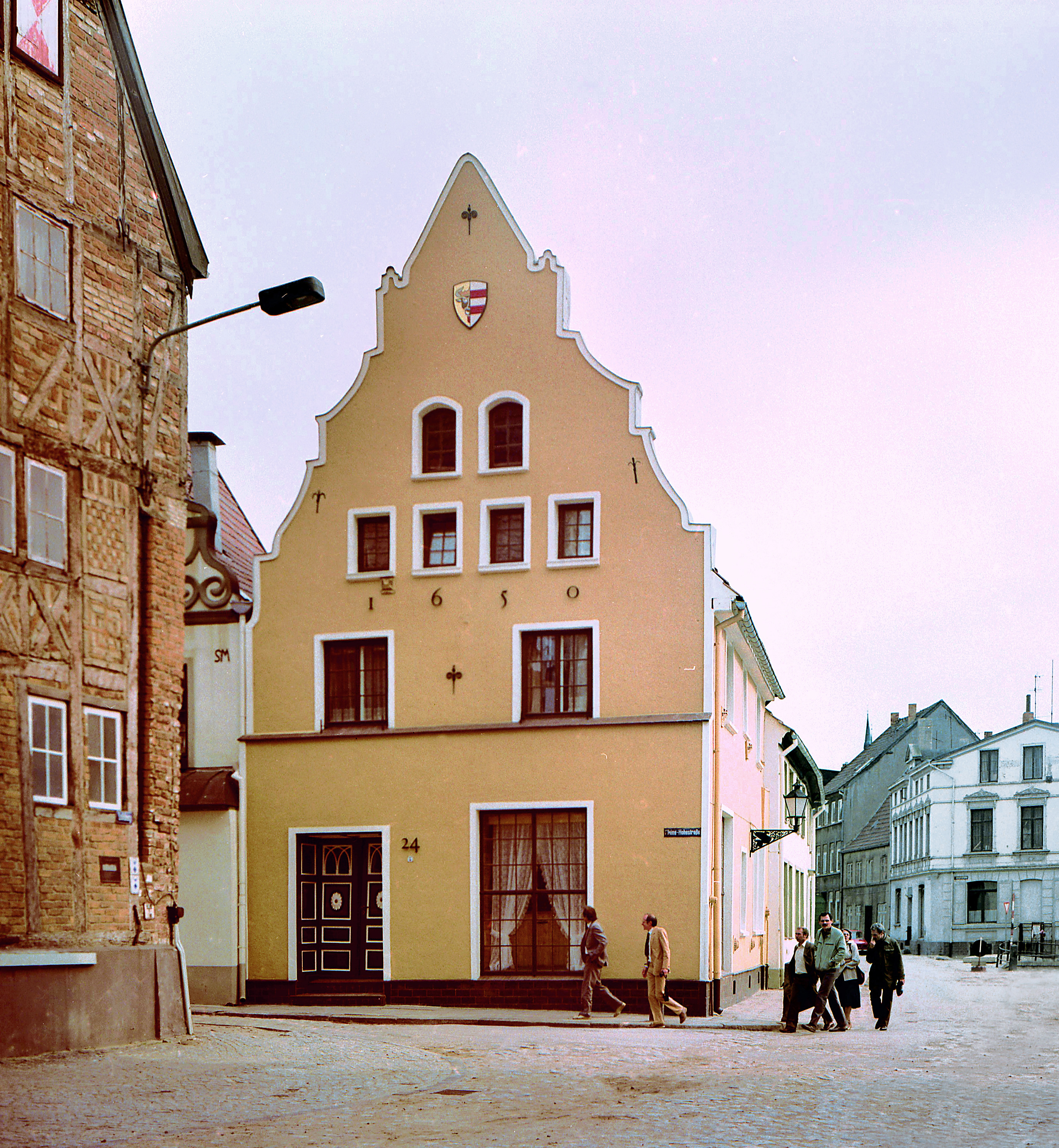
Nordfassade 1986

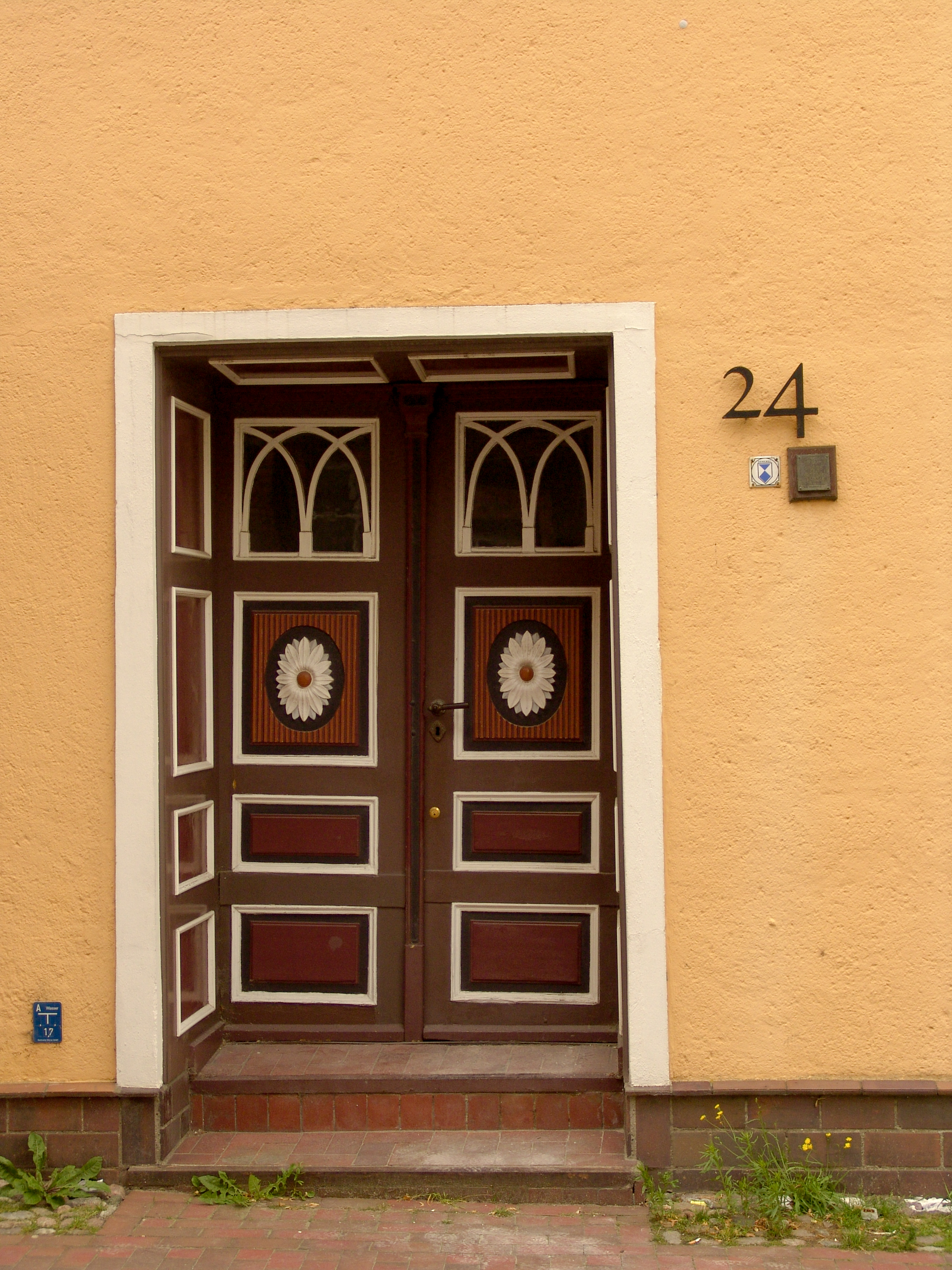
Tür, 2007

Das zweigeschossige Giebelhaus stammt in Teilen von um 1385, um 1425, um 1650, um 1750 und um 1900. Es ist eines der ältesten norddeutschen profan genutzten Fachwerkgebäude. Ein größerer Umbau war 1650, wobei die nördliche Fachwerkfassade durch den heute vorhandenen barocken geschweiften Mauerwerksgiebel ersetzt wurde. Um diese Zeit hatte die Nordfassade 18 Ladeluken für eine Wirtschaftsnutzung. Das Haus wurde zwischenzeitlich in zwei „Buden“ geteilt mit der Wirtschaftsnutzung und später dem Lese- und Schreibraum für schwedische Seeleute sowie als Werkstatt für Lederarbeiten.
Seit etwa 1750 wurde das Haus nach Umbauten (u. a. Fenster der Nordfassade) durch Wohnungen genutzt. Bei den bautechnischen Untersuchungen wurde festgestellt, dass das Haus einen Fachwerkkern hat mit der erhaltenen verputzten Westfassade, alten Balken und dem Dachtragwerk. An der Nordfassade befindet sich die Jahreszahl 1650 und ein früheres (bis 1918) Wappen von Wismar und heutiges Wismarer Signet (gespalten: links halber schwarzer Stierkopf, rechts vier Querbänder in Silber und Rot).
Ein neuer Eigentümer hat das sanierungsbedürftige Eckgebäude erworben und führte ab 2011 auch mit Mitteln der Städtebauförderung eine Sanierung durch.